# Yarim
Yarim (arabo: يريما), è una città dello Yemen nel governatorato di Ibb. Posta nella regione degli altopiani, è famosa per la Moschea Blu.